# Podział administracyjny Radomia
Podział administracyjny Radomia – podział administracyjny obszaru miasta Radomia na jednostki Systemu Informacji Miejskiej (osiedla) i integralne części miasta (rejestr TERYT). Osiedla Radomia nie są jednostkami pomocniczymi gminy.

## Historia

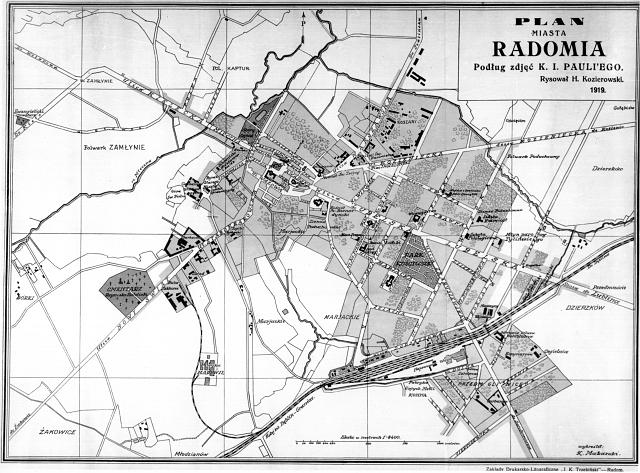
Plan Radomia z 1919 roku

Do 2012 roku poszczególne części miasta były określane nazwami pochodzącymi od nazw wsi i folwarków, których obszary zostały włączone do miasta lub nadanymi większym realizacjom urbanistycznym z czasów II Rzeczypospolitej lub PRL. Z tego powodu granice pomiędzy poszczególnymi dzielnicami były umowne oraz budziły spory i wątpliwości. 28 maja 2012 roku Rada Miejska podjęła uchwałę w sprawie podziału Radomia na obszary Systemu Informacji Miejskiej. Uchwała ta określa szczegółowy przebieg granic 56 obszarów Systemu Informacji Miejskiej. Zaznaczyć przy tym należy, iż określenie obszar jest użyte formalnie, formą stosowaną m.in. w oznaczeniu ulic jest zaś osiedle. Wprowadzony podział jest kompromisem pomiędzy utrwalonymi w świadomości mieszkańców granicami poszczególnych osiedli i dzielnic a potrzebą ich wyraźnego rozgraniczenia. Podczas konsultacji prowadzonych przed przyjęciem uchwały, wielokrotnie powstawały spory dotyczące przynależności poszczególnych terenów czy wręcz budynków do konkretnego osiedla czy dzielnicy.

## Samorządowy podział administracyjny

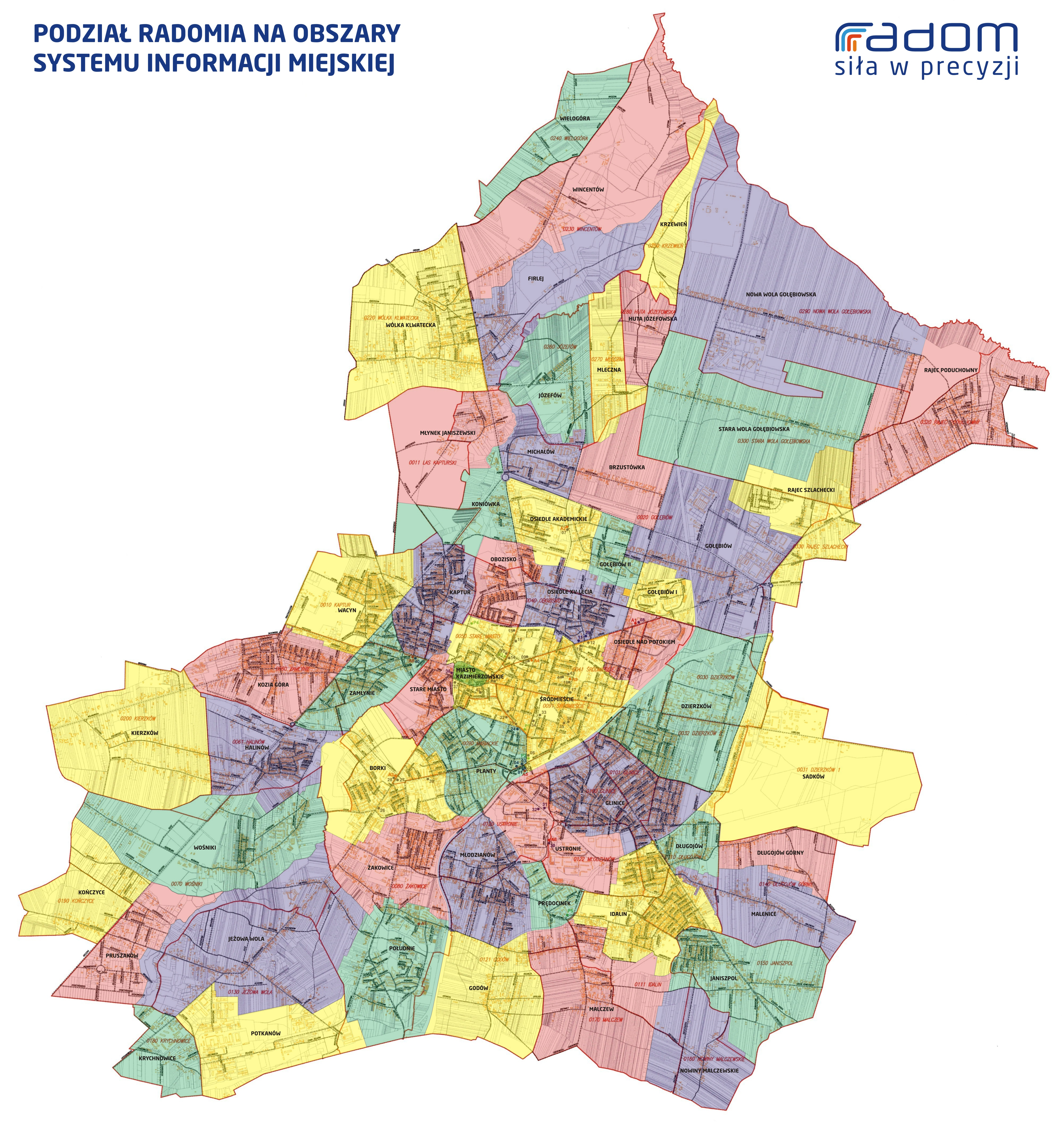
Podział Radomia na obszary SIM (osiedla)

Podział Radomia na 56 obszarów SIM (osiedli) obowiązujący od 28 maja 2012 roku:

- osiedle Akademickie
- Borki
- Brzustówka
- Długojów
- Długojów Górny
- Dzierzków
- Firlej
- Glinice
- Godów
- Gołębiów
- Gołębiów I
- Gołębiów II
- Halinów
- Huta Józefowska
- Idalin
- Janiszpol
- Jeżowa Wola
- Józefów
- Kaptur
- Kierzków
- Koniówka
- Kończyce
- Kozia Góra
- Krychnowice
- Krzewień
- Malczew
- Malenice
- Miasto Kazimierzowskie
- Michałów
- Mleczna
- Młodzianów
- Młynek Janiszewski
- osiedle Nad Potokiem
- Nowa Wola Gołębiowska
- Nowiny Malczewskie
- Obozisko
- Planty
- Południe
- Potkanów
- Prędocinek
- Pruszaków
- Rajec Poduchowny
- Rajec Szlachecki
- Sadków
- Stara Wola Gołębiowska
- Stare Miasto
- Śródmieście
- Ustronie
- Wacyn
- Wielogóra
- Wincentów
- Wośniki
- Wólka Klwatecka
- osiedle XV-lecia
- Zamłynie
- Żakowice

## Podział administracyjny według TERYT
W rejestrze TERYT wyróżnione są 62 integralne części miasta. Części wyróżnione są numerami podanymi w nawiasach, a są to:

- Augustów (1055210)
- Borki (0972766)
- Bronisławów (1055227)
- Brzustówka (0972772)
- Długojów (0972789)
- Długojów Górny (0972795)
- Długojów-Kolonie (0972803)
- Dzierzków (0972810)
- Firlej (1055233)
- Firlej-Cegielnia (1055240)
- Glinice (0972826)
- Godów (0972832)
- Gołębiów (0972849)
- Gołębiów-Wójtostwo (0972855)
- Halinów (0972861)
- Huta (0972878)
- Idalin (0972884)
- Janiszpol (0972890)
- Jeżowa Wola (0972909)
- Józefów (0972915)
- Kaptur (0972921)
- Kierzków (0972938)
- Komorniki Rajeckie (1055262)
- Koniówka (0972944)
- Kończyce (0972950)
- Kozia Góra (0972967)
- Krychnowice (0972973)
- Krzewień (0972980)
- Las Kapturski (0972996)
- Malczew (0973004)
- Malenice (1055279)
- Mariackie (0973010)
- Miasto Kazimierzowskie (0973027)
- Michałów (0973033)
- Mleczna (0973040)
- Młodzianów (0973056)
- Młynek Janiszewski (0973062)
- Młyn-Wójtostwo (1055285)
- Nowa Wola Gołębiowska (0973079)
- Nowiny Malczewskie (0973085)
- Nowy Świat (0973091)
- Obozisko (0973100)
- Piotrówka (0973122)
- Planty (0973139)
- Potkanów (0973145)
- Prędocinek (0973151)
- Pruszaków (0973168)
- Rajec Poduchowny (1067070)
- Rajec Szlachecki (1067087)
- Stara Wola Gołębiowska (0973174)
- Stare Miasto (0973180)
- Szczygieł (1055291)
- Śródmieście (0973197)
- Ustronie (0973205)
- Wacyn (0973211)
- Weronów (0973228)
- Wielogóra (1067093)
- Wincentów (0973234)
- Wośniki (0973240)
- Wólka Klwatecka (0973257)
- Zamłynie (0973263)
- Żakowice (0973270)